# Pic de Nore
Pour les articles homonymes, voir Nore (homonymie).
Le pic de Nore est un sommet français situé dans la montagne Noire, près de la frontière des départements de l'Aude et du Tarn, à proximité du parc naturel régional Haut-Languedoc et culminant à 1 211 m d'altitude.

## Géographie
Le versant méridional est situé dans le département de l'Aude et le piémont du versant septentrional dans le département du Tarn.
Le sommet culminant à 1 211 m d'altitude est situé sur le département de l'Aude. Il est le point culminant de la montagne Noire.
Les rivières de l'Arnette, et de la Clamoux prennent leur source sur ses pentes.
L'émetteur du pic de Nore, d'une hauteur 102 mètres, est construit au sommet du pic. Il diffuse :
- FM : quatre émetteurs de 79 kW PAR ;
- TV analogique : un émetteur VHF de 100 kW PAR / deux émetteurs UHF de 56 kW PAR / trois émetteurs UHF de 160 kW PAR / un émetteur UHF de 205 kW PAR ;
- TV numérique : cinq émetteurs UHF de 50 kW PAR.

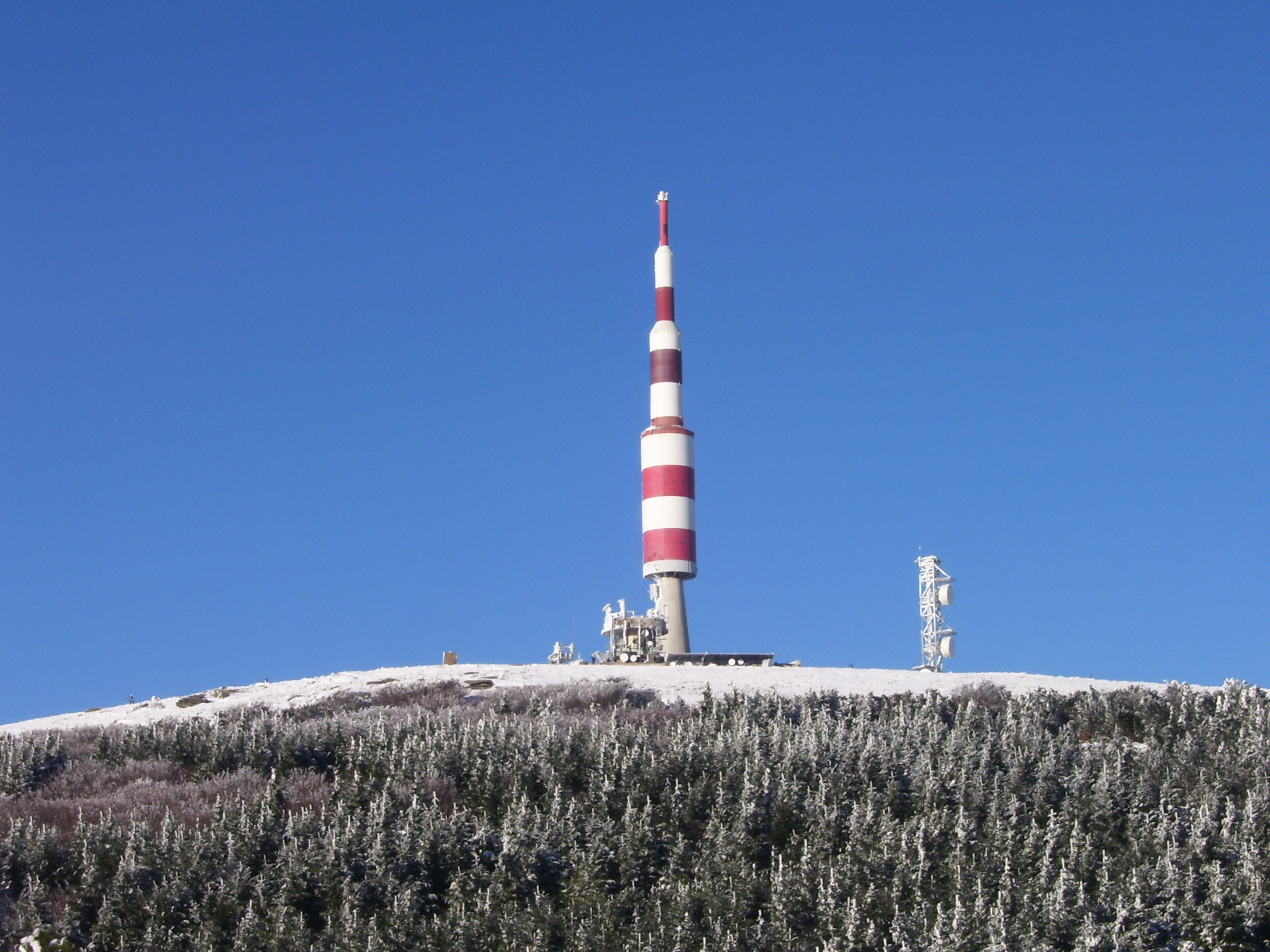
Vue de l'émetteur de télévision au sommet du pic de Nore.
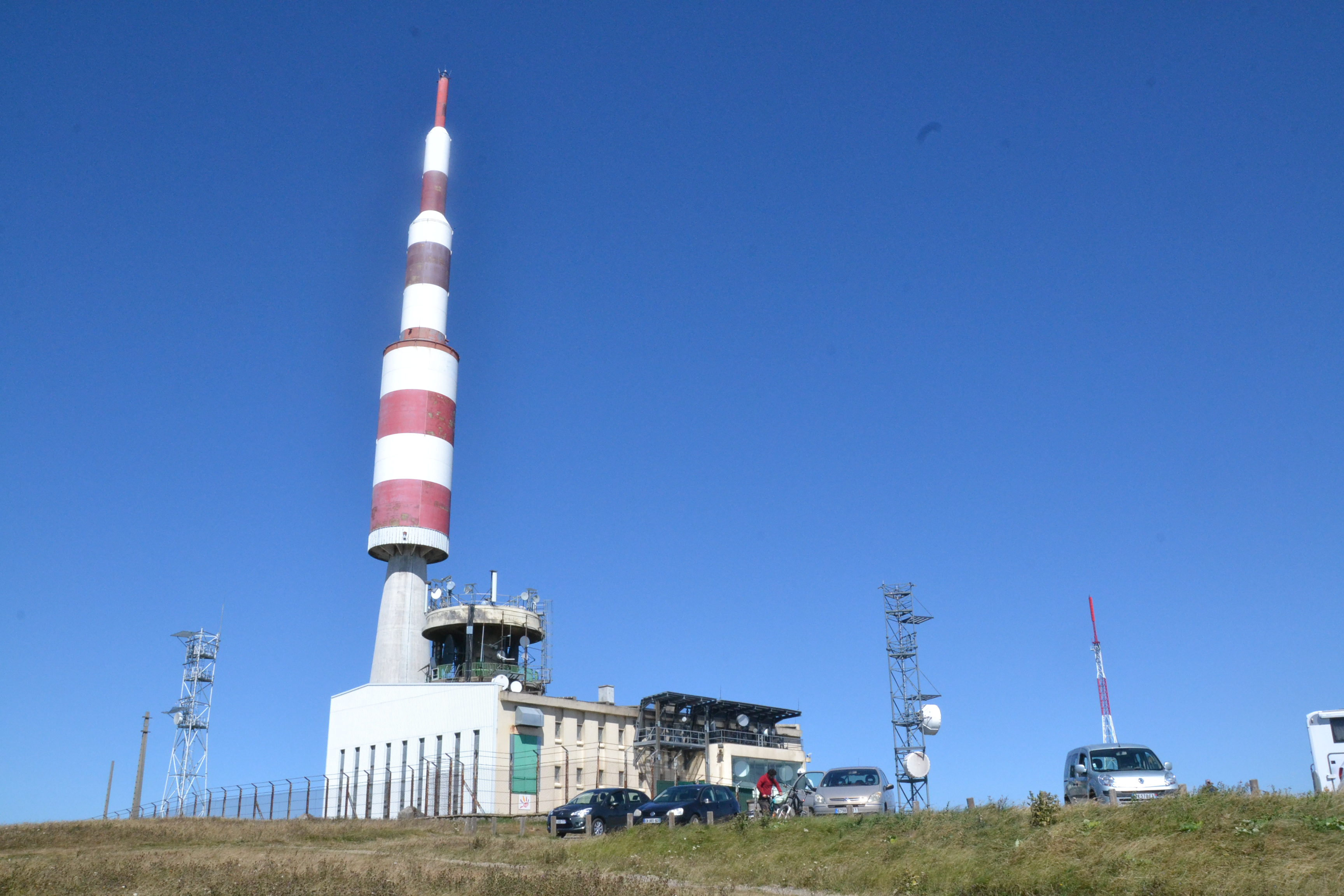
Détail sur l'émetteur au sommet.
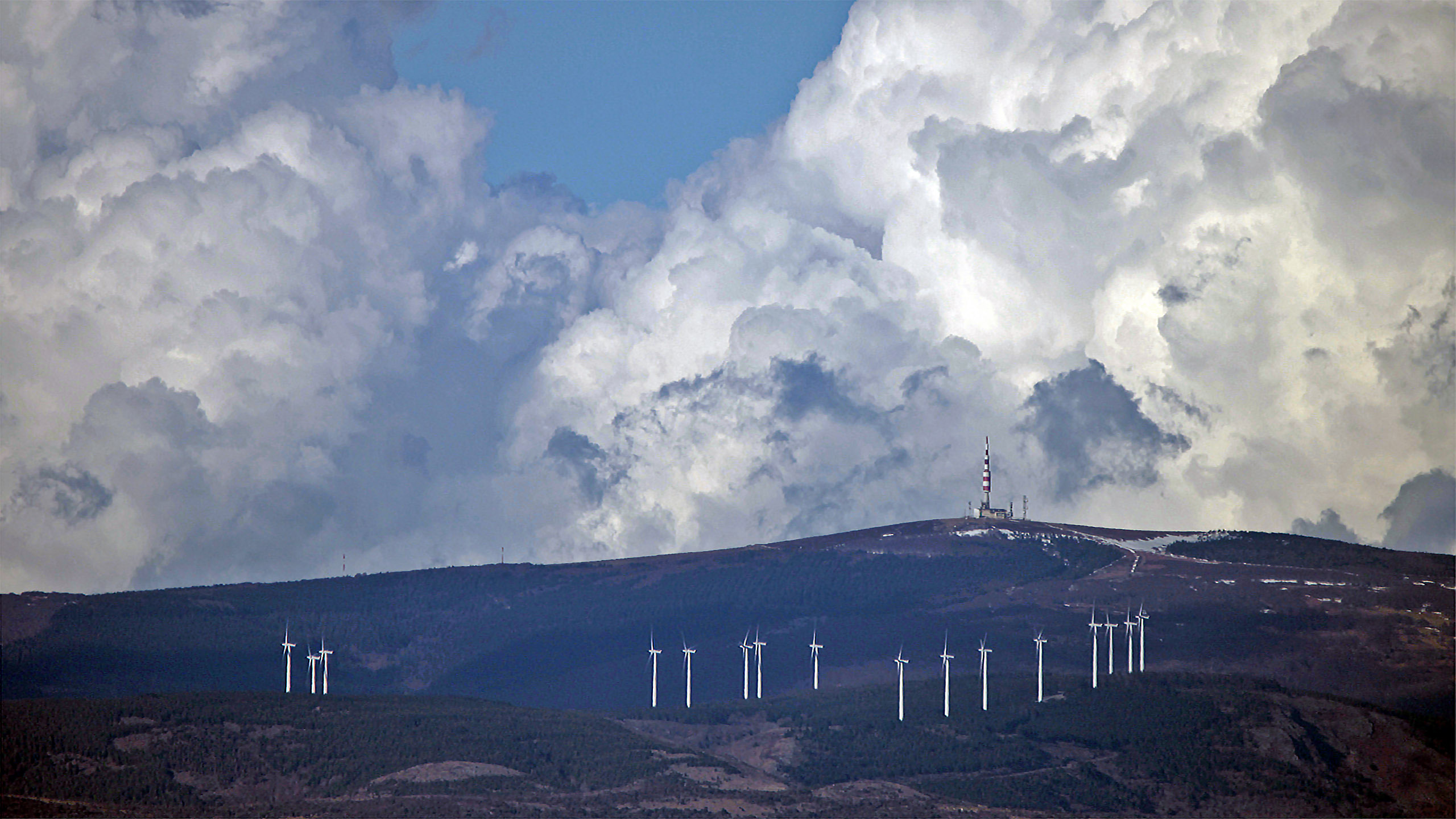
Les éoliennes de Pradelles et Cabrespine.
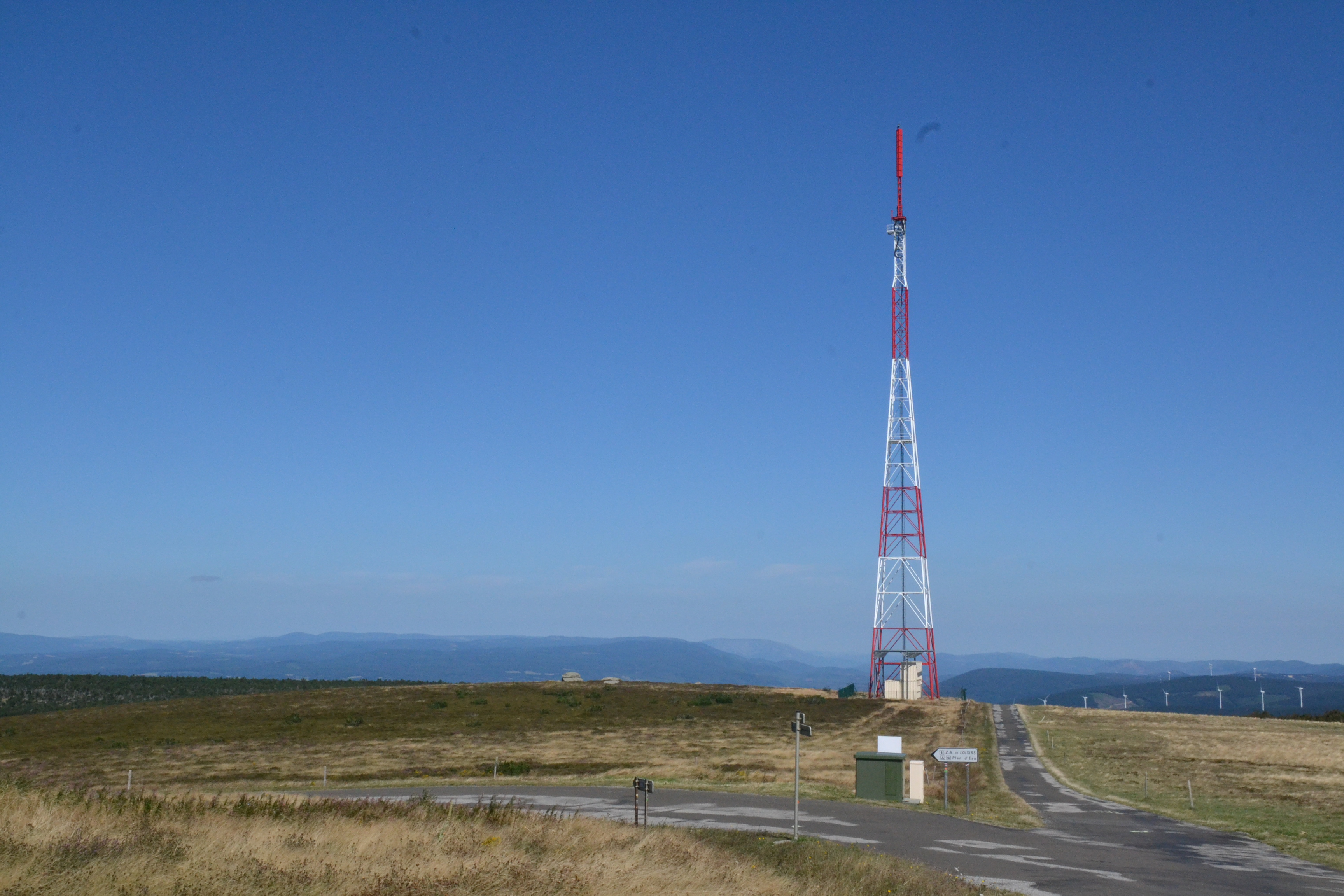
Panorama et routes provenant de Pradelles-Cabardès puis de la forêt du Triby.

Les conditions climatiques sont rudes malgré la faible altitude. Les forêts de conifères s'arrêtent à un peu moins de 100 mètres du sommet pour laisser place à une végétation plus ou moins rase faite de landes à bruyères. Ce sommet est parfois surnommé le « petit Ventoux » en raison de son exposition à un vent fort et de son émetteur de télévision. Lorsque les conditions sont optimales, le panorama qui s'ouvre est très vaste : chaîne des Pyrénées du sud-ouest au sud-est (Canigou), sillon audois avec l'autoroute A61, mer Méditerranée, Corbières, Haut-Languedoc, monts de Lacaune, plaine toulousaine, etc.

## Cyclisme

### Cyclisme professionnel
Dans les années 1990, ce pic est le juge de paix du Critérium international. Il consacra notamment Laurent Jalabert dans sa région natale en 1995 sur cette épreuve. Il est pour la première fois au programme du Tour de France pour l'édition 2018 (15e étape), grimpé sur le versant de la forêt du Triby. C'est Rafał Majka qui passe le sommet en tête.

### Cyclisme amateur
Il est souvent le théâtre depuis 2002 de l'arrivée de la cyclosportive « La Jalabert » et de deux montées chronométrées depuis Mazamet et Villegly (neutralisé jusqu'à Cabrespine). La cyclosportive La Laurent Jalabert l'emprunte sur son versant sud pour le final de l'étape.

### Profil de l'ascension
Sur le versant sud, la montée par Villeneuve-Minervois est longue de 23,8 km à 4,25 % de moyenne en prenant pour point de départ la place de la Grande-Fontaine (198 m) au bout de la promenade des Fossés, où on s'engage sur la route D 112. L'ascension commence par près de 6,5 km de faux-plat montant jusqu'à Cabrespine (302 m) où les pourcentages deviennent plus importants. Au carrefour (821 m) à Pradelles-Cabardès, on quitte la D 112 pour la D 87 avec 6 km à 6,5 % pour terminer. Le record de la montée appartient à Michel Ambrosini en 40 min 52 s (25,69 km/h) en démarrant à Cabrespine.
La montée par Mazamet via Le Triby est longue de 17 km à 5,5 % de pente moyenne sur un profil irrégulier. Elle débute au carrefour (268 m) entre la D 118 et la D 54 à Mazamet par 4,6 km à 3,3 % sur une route marquée par d'anciennes usines de délainage, jusqu'à un petit carrefour (420 m) vers le lieu-dit Rieussoule. Cependant, pour les cyclistes descendant de Pradelles-Cabardès sur la route D 54, l'ascension est réduite à 12,4 km à 6,3 %, commençant à cet embranchement juste avant d'arriver à Hautpoul, où on quitte la route D 54 pour suivre la route D 87 en direction du hameau des Yèz. L'ascension s'effectue désormais en forêt donc souvent à l'ombre mais avec un revêtement parfois médiocre. Les pourcentages oscillent fréquemment entre 6 et 8 % jusqu'au hameau des Yès (722 m, km 8,7) où la pente s'atténue. Mais le répit est de courte durée puisque le kilomètre qui précède le refuge du Triby (955 m, km 11,7) frôle les 10 % de moyenne. Les deux kilomètres suivants approchent 6,5 % de déclivité avant que les ultimes kilomètres ne deviennent de plus en plus roulants, avec toutefois un dernier kilomètre exposé au vent puisqu'on est sorti de la forêt du Triby.
La montée par Mazamet via Pradelles-Cabardès représente 24,2 km à 3,9 % de moyenne. Les 6 derniers kilomètres de l'ascension sont communs avec le versant de la montée par Cabrespine. Le record de la montée appartient à Guillaume De Almeida en 52 min 23 s (28,64 km/h).
La montée par le versant de Mas-Cabardès, plus courte, est longue de 15,1 km à 6,05 % de moyenne, partant du carrefour (295 m) entre les routes D 9 et D 101 ; elle présente des passages très difficiles supérieurs à 13 %. Elle se termine par le même tronçon commun avec le versant de Cabrespine puisqu'elle passe par Pradelles-Cabardès.